# Nickerie
Districtul Nickerie  este una dintre cele 10 unități administrativ-teritoriale de gradul I ale statului Surinam.